# Philoliche oldroydi
Philoliche oldroydi är en tvåvingeart som beskrevs av João Tendeiro 1965. Philoliche oldroydi ingår i släktet Philoliche och familjen bromsar.
Artens utbredningsområde är Guinea-Bissau. Inga underarter finns listade i Catalogue of Life.